# Masamitsu Ichiguchi
Masamitsu Ichiguchi (jap. 市口 政光, Ichiguchi Masamitsu; * 12. Januar 1940 in der Präfektur Osaka) ist ein ehemaliger japanischer Ringer. Er war Olympiasieger 1964 in Tokio.

## Werdegang
Masamitsu Ichiguchi erlernte, wie fast alle japanischen Spitzenringer jener Jahre, das Ringen im Schul- und Universitätsbereich. Nach guten Leistungen bei den japanischen Universitäts-Meisterschaften gewann er 1960 die japanische Olympiaausscheidung für die Spiele in Rom im Bantamgewicht im griechisch-römischen Stil. In Rom zeigte er gute Kämpfe, schied aber durch eine Niederlage in der 5. Runde gegen den sowjetischen Sportler Oleg Karawajew aus und kam auf den 7. Platz.
Bei der Weltmeisterschaft 1961 im heimischen Yokohama enttäuschte Masamitsu, denn er konnte gegen die europäischen Spitzenringer Bernard Knitter aus Polen und Ion Cernea aus Rumänien nichts ausrichten und schied schon nach der 2. Runde aus.
1962 begann für Masamitsu mit einem Sieg bei den Asienspielen in Jakarta im Bantamgewicht, wo er keine adäquaten Gegner vorfand. Wie stark er sich verbessert hatte, zeigte er dann auch bei der Weltmeisterschaft in Toledo/USA, bei der er in überlegenem Stil den Weltmeistertitel gewann.
Bei der japanischen Meisterschaft 1963 verlor er überraschend gegen Kōji Sakurama und war deshalb bei der Weltmeisterschaft in Helsingborg nicht dabei. 1964 gelang ihm bei der japanischen Meisterschaft die Revanche gegen Sakamura und damit die Qualifikation für die Olympischen Spiele in Tokio. In Tokio präsentierte er sich in ausgezeichneter Form und wurde mit fünf Siegen Olympiasieger.
Bereits nach Tokio beendete Masimitsu seine Laufbahn als aktiver Ringer, obwohl er erst 24 Jahre alt war. Er beendete sein Studium und war danach Ringertrainer an verschiedenen Universitäten und im japanischen Ringerverband. 1985 betreute er eine japanische Ringerauswahl, die auf einer Tournee durch Europa auch in Riegelsberg gegen seine Saarauswahl mit 7:2 gewann. In den 1990er Jahren wurde er Mitglied des japanischen Olympischen Komitees.

## Internationale Erfolge
(OS = Olympische Spiele, WM = Weltmeisterschaft, GR = griechisch-römischer Stil, Ba = Bantamgewicht, bis 57 kg Körpergewicht)
- 1960, 7. Platz, OS in Rom, GR, Ba, mit Siegen über Larry Lauchle, USA, Kemal Ali El Sayed, Ägypten und Yasar Yilmaz, Türkei, einem Unentschieden gegen Bernard Knitter, Polen und einer Niederlage gegen Oleg Karawajew, Sowjetunion;
- 1961, 9. Platz, WM in Yokohama, GR, Ba, nach Niederlagen gegen Bernard Knitter und Ion Cernea, Rumänien;
- 1962, 1. Platz, Asian Games in Jakarta, GR, Ba, vor Siraj Un-Din, Pakistan, Narin Ghume, Indien und Manawach, Indonesien;
- 1962, 1. Platz, WM in Toledo/USA, GR, Ba, mit Siegen über Edvin Vesterby, Schweden, Yasar Yilmaz, Bernard Knitter, Kamel Ali El Sayed und Amari Egadse, Sowjetunion;
- 1964, Goldmedaille, OS in Tokio, GR, Ba, mit Siegen über Nouroulla Noor, Afghanistan, Fritz Stange, Deutschland, János Varga, Ungarn, Jiří Švec, Tschechoslowakei und Tsvetko Paschkalow, Bulgarien